# Beaumont (Automarke)
Beaumont war eine kanadische Automarke von General Motors of Canada aus Oshawa, die von 1966 bis 1969 bestand. Diese war hauptsächlich auf dem kanadischen Markt erhältlich und bot Fahrzeuge der Mittelklasse an.

## Geschichte
Der Beaumont entstand aus dem Acadian Beaumont der Modelljahre 1964 und 1965 und basierte auf dem zeitgenössischen Chevrolet Chevelle. Er hatte die Karosserie des Chevelle, die aber mit geringfügig anderen Designelementen, wie anderen Rückleuchten und einem nach Pontiac-Art geteilten Kühlergrill versehen war. Im Innenraum war der Instrumententräger der Pontiac-US-Modelle Tempest / LeMans / GTO eingebaut.
Ab 1966 entfiel der Name Acadian und Beaumont wurde eine selbständige Marke, die weiterhin von den kanadischen Pontiac- und Buick-Händlern verkauft wurde. Die Wagen hatten ein neues Emblem, das auf dem Pfeilkopfsymbol von Pontiac basierte, aber zusätzlich zwei rote Ahornblätter zeigte. Sie hatten die gleichen Motoren wie der Chevelle, die OHV-Sechszylindermotoren und verschiedene V8-Motoren. Die V8-Small-Blocks waren mit 4638 cm³, 5359 cm³ und später mit 5735 cm³ Hubraum erhältlich, die Mark-IV-Big-Blocks mit 6489 cm³ Hubraum. Es gab Handschaltgetriebe mit drei oder vier Gängen und Automatikgetriebe als zweistufige Powerglide oder 3-stufige Hydramatic.
Die SD-Modelle (Sport Deluxe) entsprachen den Super-Sport-Modellen des Chevelle und hatten Einzelsitze vorne und eine Mittelkonsole, sowie Seitenstreifen und besondere Chromausstattung. Die SD396-Modelle (Hubraum 396 ci. = 6489 cm³) sind heute die am meisten gesuchten Beaumont. Es wurden nur wenige gebaut und die meisten rosteten im harten kanadischen Winterklima weg, sodass diese Modelle deutlich seltener als die entsprechenden Chevelle und von bestimmten Sammlern gesucht sind. Die SD-Serie gab es als zweitüriges Hardtop-Coupé oder zweitüriges Cabriolet. Neben der SD-Serie gab es den Beaumont auch noch als Custom und Deluxe.
Der Beaumont wurde bis in Modelljahr 1969 gebaut und dann auf dem kanadischen Markt durch den Pontiac LeMans ersetzt.

## Andere Länder
Der Beaumont wurde auch in Chile (im Werk Arica) gebaut und zeitweise auch in Puerto Rico verkauft.

## Modellübersicht

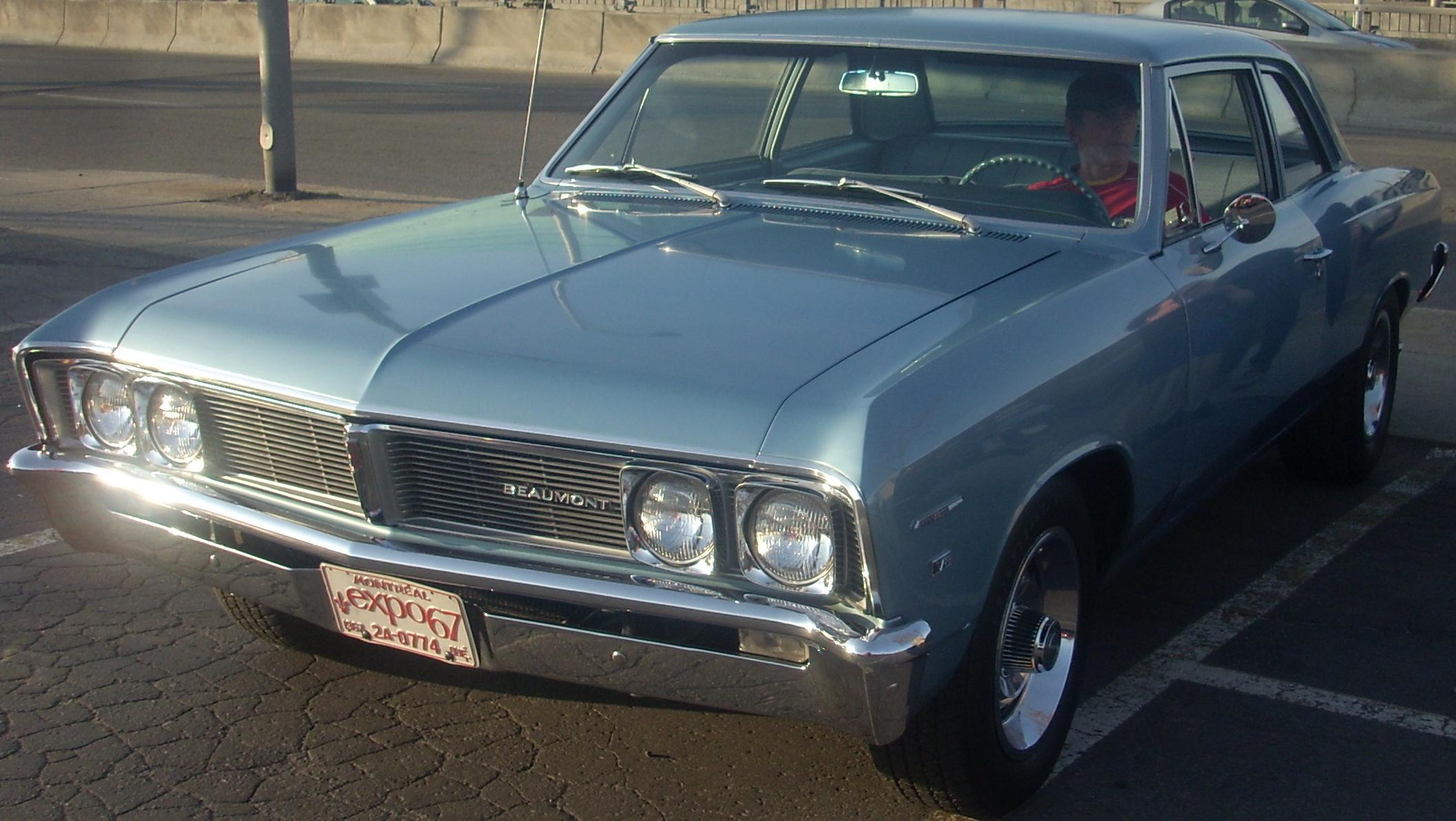
Beaumont Acadian Sedan
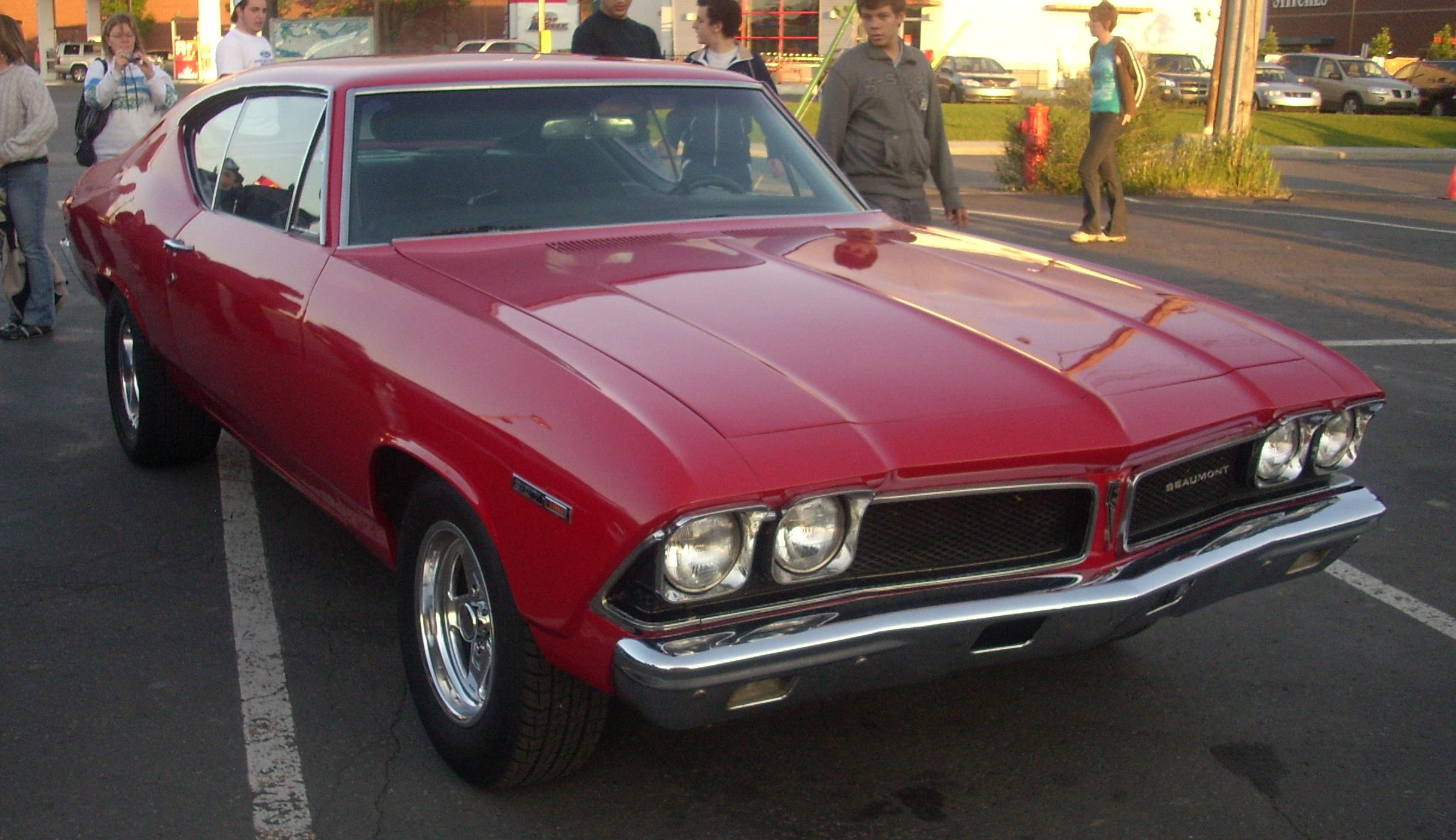
Beaumont Acadian Hardtop Coupé
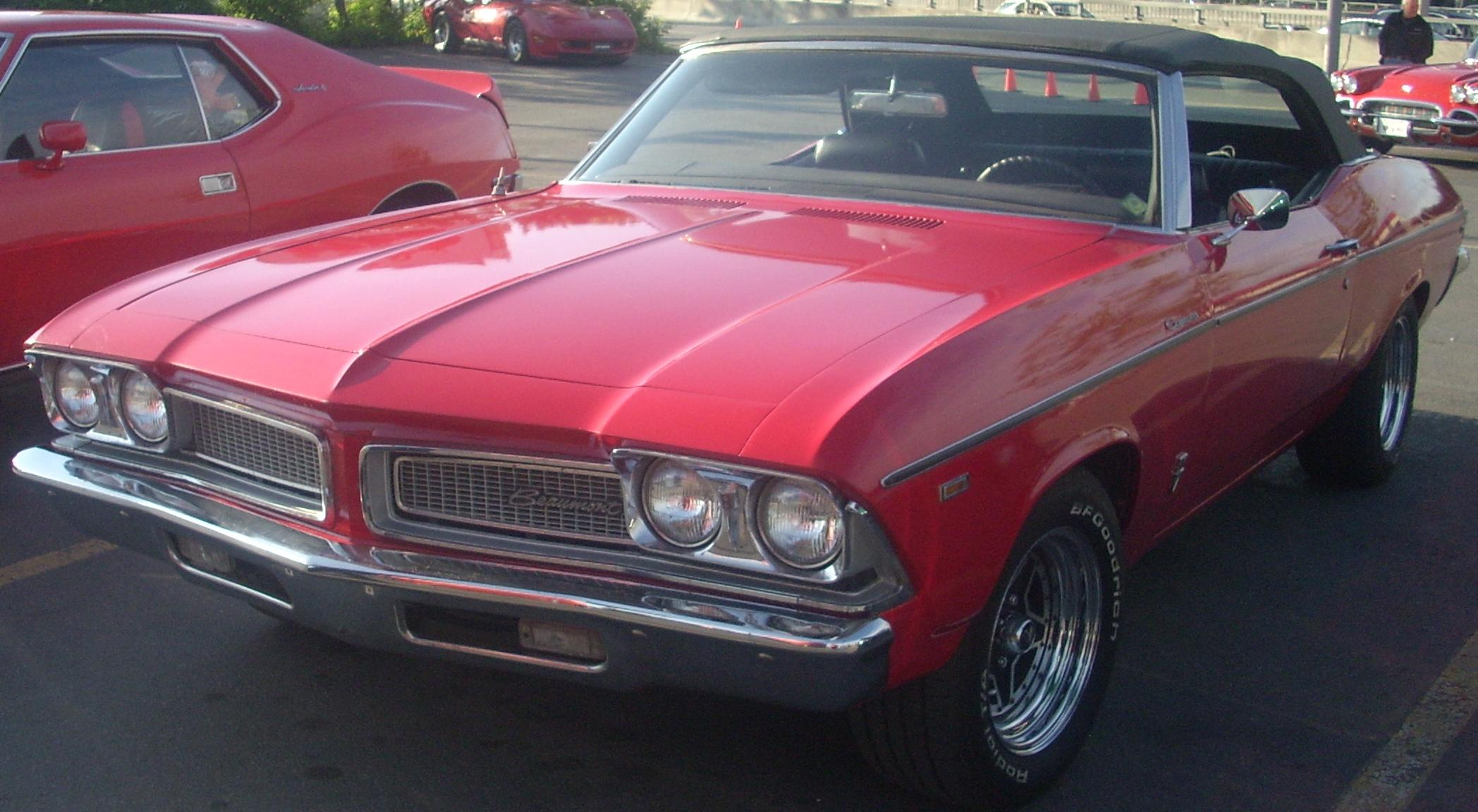
Beaumont Convertible
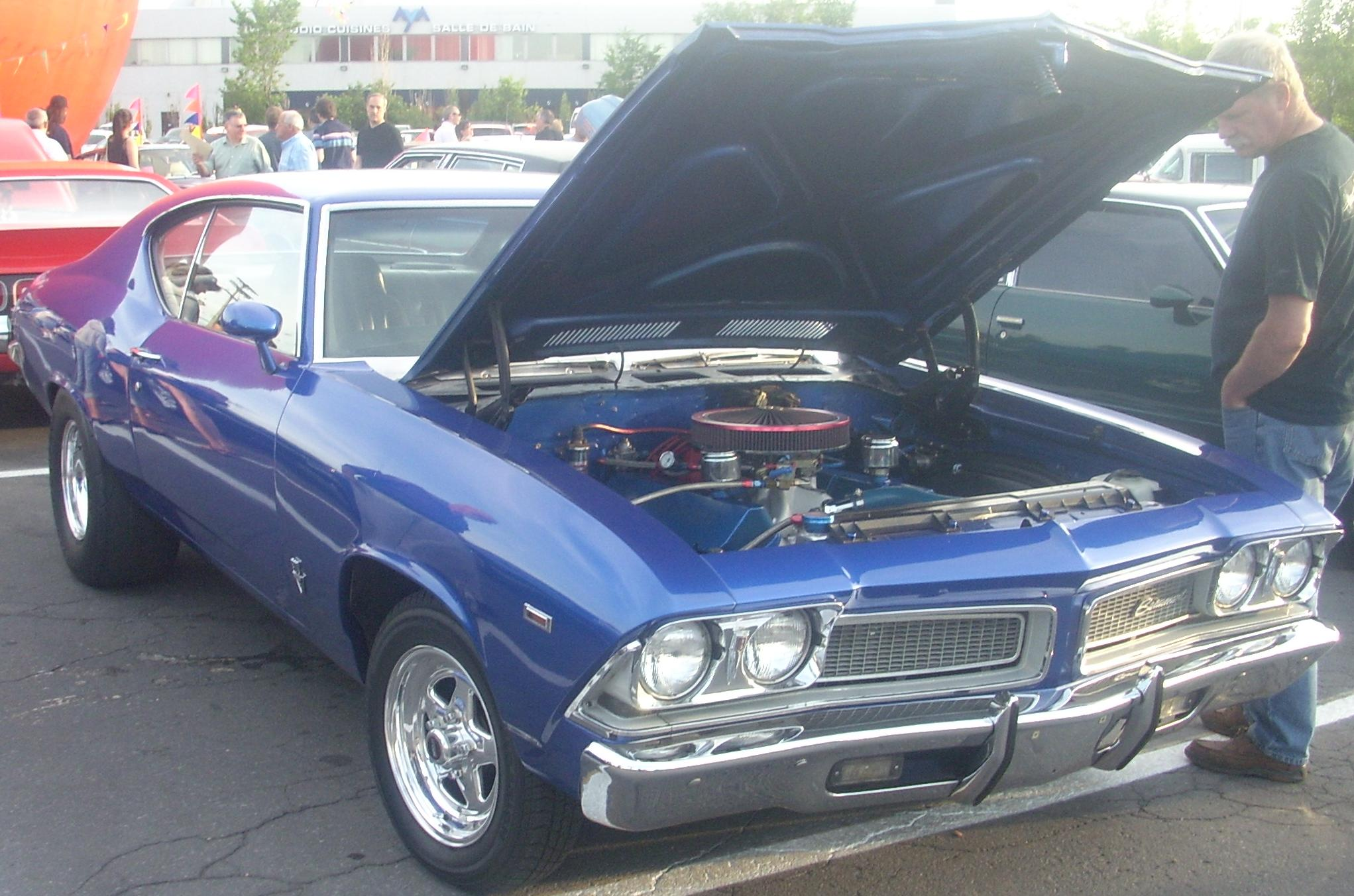
Beaumont Coupé
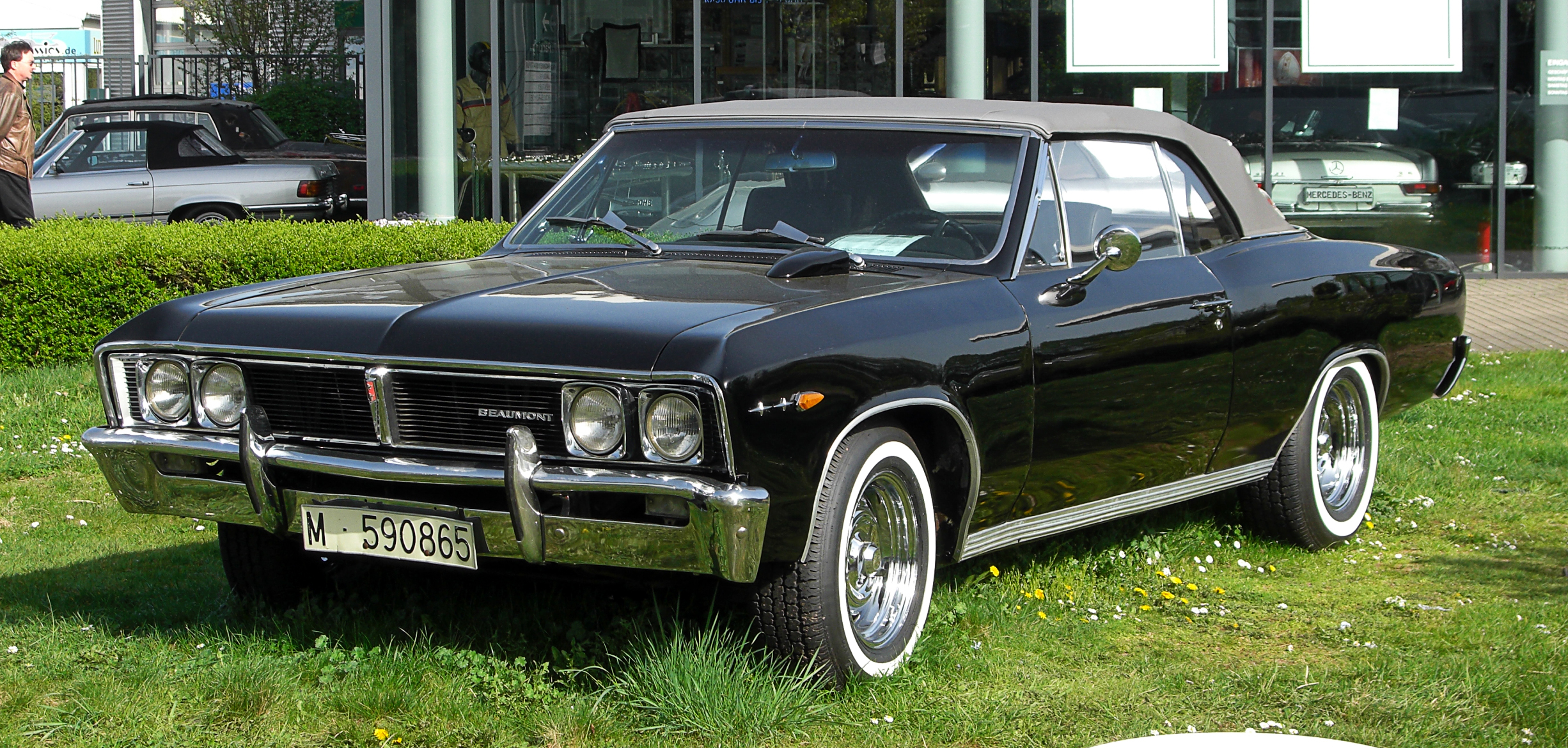
Beaumont Custom Convertible